# Zbigniew Muszczak
Zbigniew Muszczak (ur. 1956) – polski strażak, nadbrygadier Państwowej Straży Pożarnej.

## Życiorys
Jest absolwentem Szkoły Głównej Służby Pożarniczej. 16 maja 2008 został powołany na stanowisko świętokrzyskiego komendanta wojewódzkiego Państwowej Straży Pożarnej i funkcję tę sprawował do momentu przejścia na emeryturę w styczniu 2016. 4 maja 2012 odebrał akt mianowania na stopień nadbrygadiera z rąk prezydenta RP Bronisława Komorowskiego.

## Wybrane odznaczenia
- Złoty Krzyż Zasługi[3],
- Brązowy Krzyż Zasługi[3],
- Srebrny Medal Za Długoletnią Służbę[3]
- Złoty Medal „Za Zasługi dla Pożarnictwa”[3]
- Złota Odznaka „Zasłużony dla Ochrony Przeciwpożarowej”[3]
- Złoty Medal za Zasługi dla Policji[3]